# Universidad Europea de Valencia
La Universidad Europea de Valencia (UEV) es una universidad privada española con sede en Valencia y campus en Valencia y Alicante.

## Historia
El proyecto de la Universidad Europea de Valencia parte del Centro de Educación Superior Valencia, adscrito a la Universidad Europea de Madrid por Resolución de 27 de enero de 2010, de la Consejería de Educación, que venía impartiendo grados en diferentes áreas, tales como ciencias sociales, salud, arquitectura y humanidades, hasta una oferta de siete grados. Fue reconocida como universidad privada integrada en el Sistema Universitario Valenciano, para impartir las enseñanzas conducentes a la obtención de títulos de carácter oficial y validez en todo el territorio nacional por Ley 9/2012, de 4 de diciembre de 2012.

## Centro docentes
Sus tres facultades y escuelas reconocidas en el anexo de la Ley 9/2012 son:
- Facultad de Ciencias Sociales
- Facultad de Ciencias de la Salud
- Escuela de Arquitectura y Politécnica

## Campus
En septiembre de 2023 abrió un campus en Alicante, compartiendo espacio con la Escuela de Negocios Fundesem Business School, destinado principalmente a titulaciones del área de Ciencias de la Salud, y en 2024 inauguró un nuevo campus urbano en Valencia, denominado campus Turia, en el antiguo asilo de San Juan Bautista.